# Ministerstwo Przemysłu Maszyn Ciężkich i Rolniczych
Ministerstwo Przemysłu Maszyn Ciężkich i Rolniczych – polskie ministerstwo istniejące w latach 1976–1981 powołane z zadaniem działania w obszarze przemysłów maszynowych i rolniczych. Minister był członkiem Rady Ministrów.

## Działalność
Na podstawie ustawy z 1976 r. o utworzeniu urzędu Ministra Przemysłu Maszyn Ciężkich i Rolniczych ustanowiono nowy urząd w miejsce zniesionego urzędu Ministra Przemysłu Ciężkiego.
Do zakresu urzędu Ministra Przemysłu Maszyn Ciężkich i Rolniczych należały sprawy: przemysłu maszyn ciężkich, urządzeń chemicznych, taboru kolejowego, budowy statków i okrętów, maszyn rolniczych i ciągników, maszyn dla przemysłu spożywczego i handlu, maszyn i urządzeń energetycznych, wyrobów metalowych, wyrobów odlewniczych i instalacyjnych.
Na podstawie rozporządzenia Rady Ministrów z 1976 r. do zakresu urzędu Ministra Przemysłu Maszyn Ciężkich i Rolniczych należały sprawy:
- produkcji maszyn ciężkich;
- produkcji urządzeń chemicznych;
- budowy i remontów statków i okrętów;
- produkcji ciągników, maszyn rolniczych oraz maszyn dla przemysłu spożywczego i handlu;
- produkcji maszyn i urządzeń energetycznych;
- opracowania perspektywicznych i wieloletnich planów społeczno-gospodarczych;
- planowanie rozwoju zdolności produkcyjnych oraz inwestycji resortu;
- programowanie eksportu wyrobów przemysłu maszyn ciężkich i rolniczych;
- rozwoju techniki i organizacji produkcji oraz prowadzenie badań naukowych;
- współpracy gospodarczej i naukowo-technicznej z zagranica;
- nadzoru nad podporządkowanymi mu zjednoczeniami i przedsiębiorstwami, instytutami naukowo-badawczymi, biurami projektowymi, konstrukcyjnymi i technologicznymi.

Na podstawie ustawy z 1981 r. o utworzeniu urzędu Ministra Hutnictwa i Przemysłu Maszynowego zniesiono urząd Ministra Przemysłu Maszyn Ciężkich i Rolniczych.

### Ministrowie
- Franciszek Adamkiewicz (1976–1980)
- Andrzej Jedynak (1980–1981)
- Stanisław Wyłupek (1981)